# La Chapelle-des-Fougeretz

La Chapelle-des-Fougeretz este o comună în departamentul Ille-et-Vilaine, Franța. În 1 ianuarie 2022 avea o populație de 4.603 de locuitori.